# جمعية مترجمي لغة الإشارة بنيوزيلندا
جمعية مترجمي لغة الإشارة في نيوزيلندا (SLIANZ)، هي الهيئة المهنية الوطنية التي تمثل مصالح مترجمي لغة الإشارة المحترفين في نيوزيلندا. تأسست في عام 1996، وأصبحت جمعية مدمجة في عام 1997، وهي عضو منتسب في الجمعية النيوزيلندية للمترجمين والمترجمين الفوريين. أما على الصعيد الدولي، فهي عضو في الرابطة العالمية لمترجمي لغة الإشارة وتشكل ثاني أكبر مجموعة تمثيلية لمترجمي لغة الإشارة في منطقة أوقيانوسيا، بعد أستراليا.
تسعى الجمعية إلى "تمثيل المهنة والنهوض بها من خلال إعلام الأعضاء والمستهلكين وتعزيز معايير عالية من الممارسة والنزاهة في هذا المجال". بالإضافة إلى مطالبة أعضائها بالالتزام بقواعد الأخلاق والممارسة ، توفر الجمعية أيضاً لأعضائها برنامجاً توجيهياً وهي في طور تجربة نظام تطوير مهني جديد. تصدر الجمعية نشرة إخبارية دورية ربع سنوية، وتعقد مؤتمراً سنوياً وتحتفظ بدليل (متاح على موقعها الإلكتروني) لأعضائها "الكاملين" - أي الأعضاء الذين تم تدريبهم كمترجمين مؤهلين.